# Service d'actions et de renseignements militaires
Le service d'actions et de renseignements militaires (SARM) était le service responsable du renseignement militaire et de la sécurité intérieure du Zaire, pendant la dictature de Mobutu.

## Organisation
La hiérarchie du SARM est composée d'officiers des forces armées. Conçu pour briser les menaces intérieures et extérieurs, le service compte un régiment d'action commando. Le personnel du SARM était estimé à environ 1500-2000 militaires[réf. souhaitée].

## Histoire
Un premier service de renseignements militaires et d'actions (SRMA) est créé le 22 juin 1985, son chef d'état-major est le général Bonsange Bompense,.
Le service d'actions et de renseignements militaires est lui créé le 6 novembre 1986, commandé par le général Mahele. Ce dernier sera ensuite remplacé par le général Bolozi Gbudu.